# Mauno Pekkala

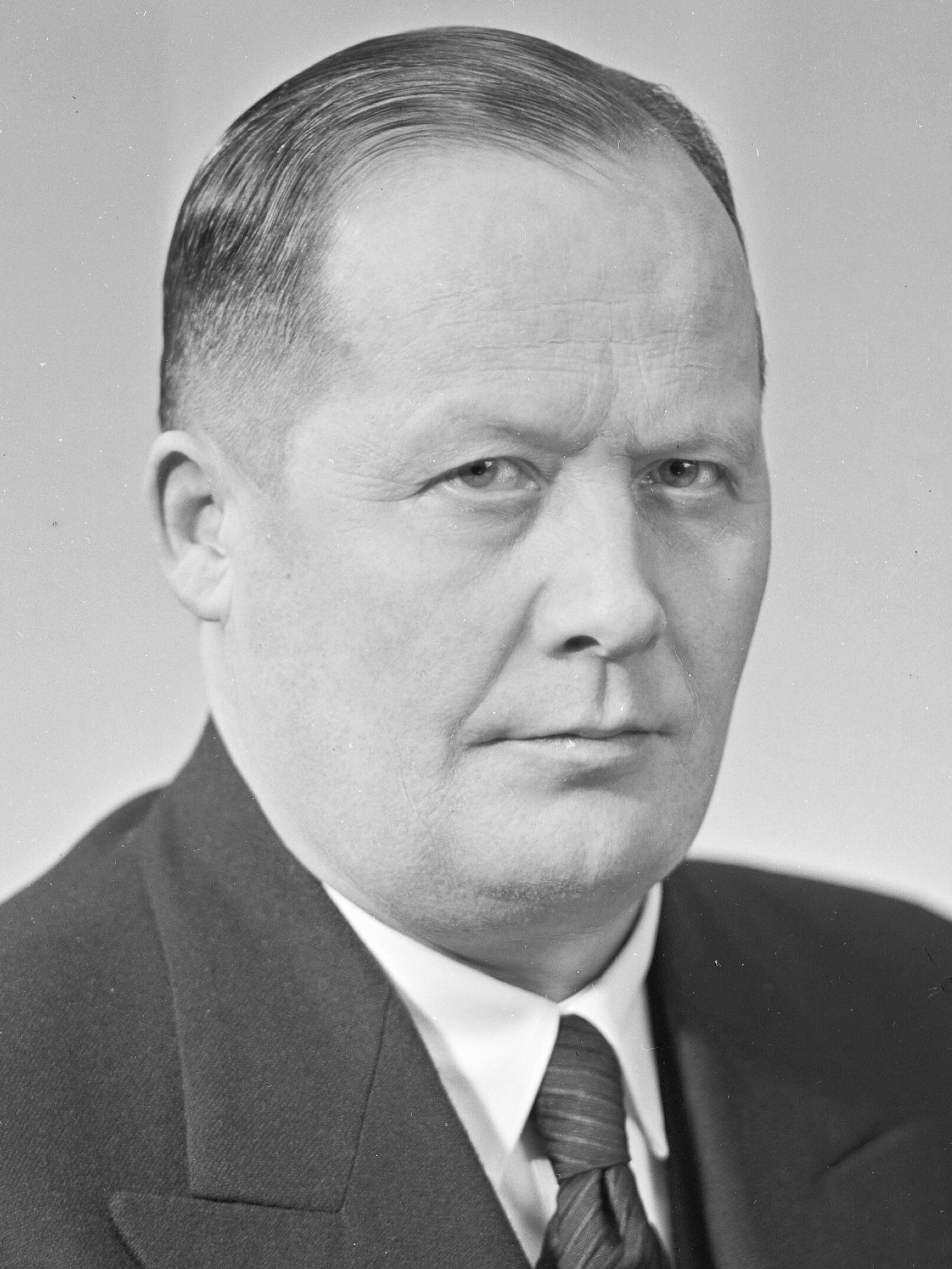
Mauno Pekkala

Mauno Pekkala (Sysmä, 27 januari 1890 - Helsinki, 30 juni 1952) was een Fins socialistisch politicus. 

## Levensloop
Hij studeerde filosofie en bosbouw. Tijdens de Winteroorlog was Pekkala minister van Financiën. 
Pekkala was tot 1944 lid van de Sociaaldemocratische Partij (SDP). In oktober 1944 werd hij leider van de Finse Volksdemocratische Liga (SKDL), een progressief front gedomineerd door de Finse Communistische Partij (FKP). Van 1944 tot 1952 had hij namens de SKDL zitting in het Finse parlement (Eduskunta).
Na Paasikivi's verkiezing tot president, werd Pekkala minister-president van een coalitieregering bestaande uit volksdemocraten, sociaaldemocraten, agrariërs en de Zweedse Volkspartij (SFP). In het kabinet was Pekkala naast premier tevens co-minister van Defensie. 
Op 6 april 1948 tekende hij in Moskou het YYA Verdrag ("Vriendschaps-, Samenwerkings- en Hulpverdrag").
Na de februariputsch in Praag (1948) waarbij de communisten in Tsjecho-Slowakije de macht grepen, verslechterden de verhouding tussen de SKDL en de burgerlijke partijen in het parlement aanzienlijk. President Paasikivi nam de nodige maatregelen om een soortgelijke coup in Finland te voorkomen. In juli 1948 nam de communistische minister van Binnenlandse Zaken Yrjö Leino ontslag. Dit ontslag hield mogelijk verband met Paasikivi's optreden tegen de SKDL. De verkiezingen later in juli leverde winst op voor de SDP en de burgerlijke partijen en verlies (van 11 zetels) voor de SKDL. Op 29 juli 1948 werd Pekkala als premier vervangen door Karl-August Fagerholm (SDP).
In 1950 deed Pekkala als kandidaat voor de SKDL mee aan de presidentsverkiezingen. Hij behaalde slechts 67 stemmen in het 300 man tellende college van kiesmannen. 